# Air Tractor AT-602
L'Air Tractor AT-602 est un avion monoplan monoplace de travail agricole américain.
Ce monoplan à aile basse et train fixe, dont le prototype a pris l’air le 1er décembre 1995 avec une turbine 1 Pratt & Whitney PT6A-60AG de 1 100 ch et une trémie de 2 380 litres, permettait de proposer une alternative entre les AT-500 (trémie de 1 890 litres) et AT-802 (trémie de 3 070 litres).